# Dichochrysa teiresias
Dichochrysa teiresias är en insektsart som först beskrevs av Hölzel och Ohm 1982.  Dichochrysa teiresias ingår i släktet Dichochrysa och familjen guldögonsländor. Inga underarter finns listade i Catalogue of Life.